# Дагмара Богемська
Маргарита або Маркета (чеськ. Markéta) Богемська, відома як Дагмара — королева-консорт Данії, дружина короля Вальдемара II, дочка короля Чехії (Богемії) Пршемисла Оттокара I і його дружини Адельгейди Майсенської.

## Раннє життя
У Маргарити (Маркети) був брат Вратіслав і дві сестри, Божіслава і Гедвига. Її батько став князем Чехії в 1192 році, але в 1193 році був скинутий з престола, після чого залишив Чехію з родиною.
Її мати Адельгейда Мейсенська разом з дітьми оселилися при дворі свого брата Альбрехта I, маркграфа Майсенського, а батько Пршемисл Оттакар став найманцем у німецьких правителів. У 1197 році Пршемисл Оттакар став князем Чехії вдруге. Однак через рік Пржемисл Отакар I розлучився з Адельгейдою на підставі кровної спорідненості, після чого в тому ж році одружився з Констанцією Угорською, що пізніше допомогло йому отримати спадковий титул короля.
Не відмовившись від своїх прав, Адельгейда в 1205 році тимчасово повернулася до Праги. Батько у той час вирішив видати Маркету за короля Данії Вальдемара II. У тому ж році його друга дружина Констанція народила сина, який в майбутньому став королем Чехії Вацлавом I. Незабаром Адельгейда покинула Чехію і померла через кілька років.

## Королева Данії
Перш ніж одружитися з Маркетою, Вальдемар був заручений з Ріксою Баварською, дочкою герцога Саксонського. Він розірвав заручини і в 1205 році в Любеку одружився з Маркетою, нині відомої під ім'ям Дагмара. Під впливом королеви Дагмари в 1206 році Вальдемар звільнив із ув'язнення одного з найбільш затятих своїх супротивників, єпископа Шлезвига Вальдемара Данського, який знаходився в полоні з 1193 року.
У 1209 році Дагмара народила сина, Вальдемара Молодого (бл. 1209—1231). 24 травня 1212 року королева Дагмара померла під час других пологів (син теж не вижив). 1218 році в Шлезвизі Вальдемар II проголосив Вальдемара Молодого своїм співправителем. Однак у 1231 році під час полювання в Північній Ютландії Вальдемар був випадково застрелений.
Про Дагмару як про особистість мало відомо. Велика частина образу Дагмари відбивається у більш пізніх народних піснях, міфах і легендах, покликаних показати її ідеальною християнською королевою: м'якою, терплячою й улюбленою усіма, на відміну від її непопулярної наступниці, королеви Беренгарії. Згідно зі старими народними баладами, на смертному одрі вона благала Вальдемара одружитися з Христиною, дочкою Карла фон Рисі, а не з «прекрасною квіткою» Беренгарією Португальською, передбачаючи боротьбу за данський престол між синами Беренгарії. Після смерті Дагмари, щоб створити хороші відносини з Фландрією (комерційно важливою територією на захід від ворожих Данії південних сусідів), Вальдемар одружився з Беренгарією Португальською в 1214 році.
Королева Дагмара була похована в церкві Святого Бендта в Рінгстеді: з одного боку від Вальдемара II лежить Дагмара, а з іншого — Беренгарія.

## Галерея

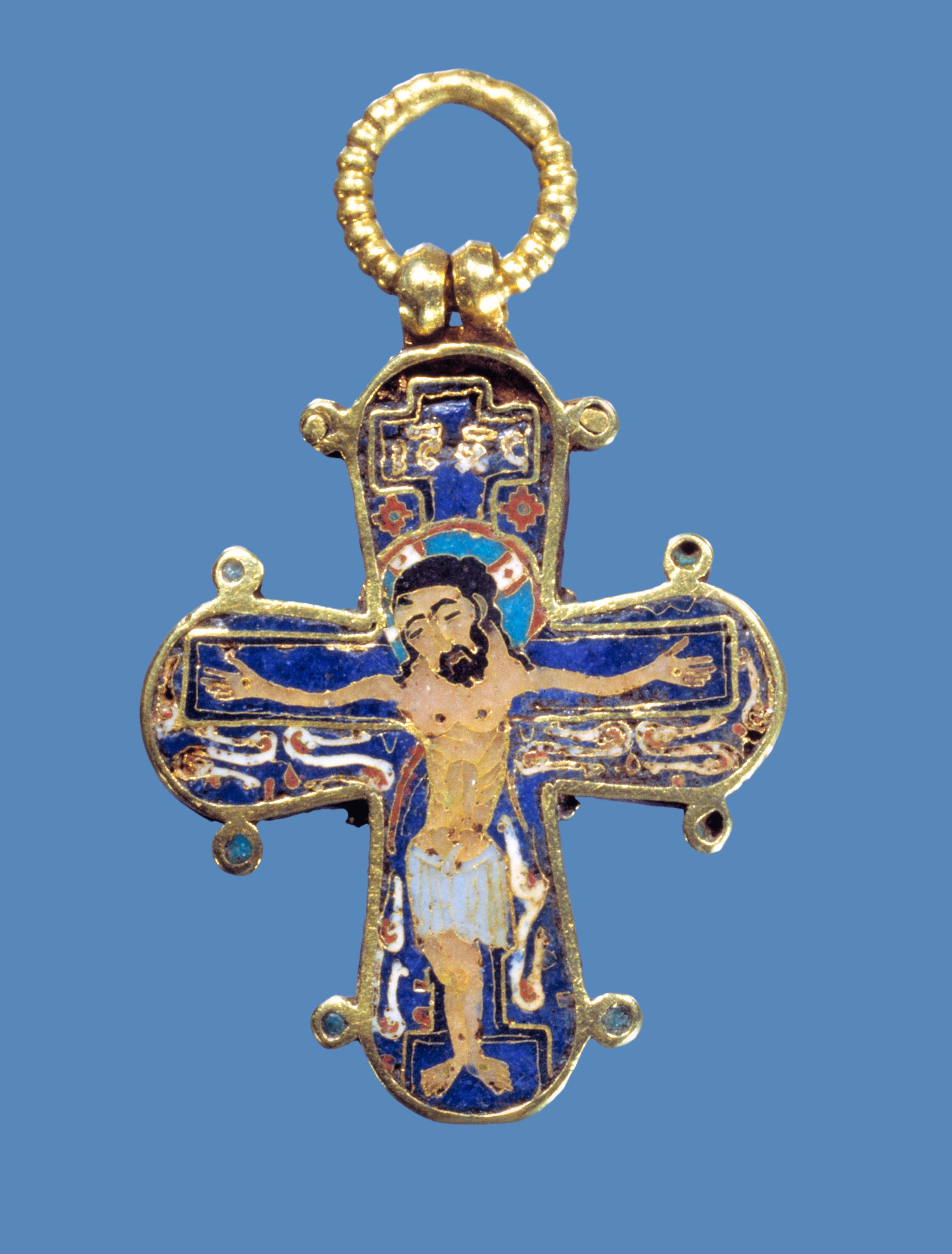
Хрест Дагмари (лицьова сторона).
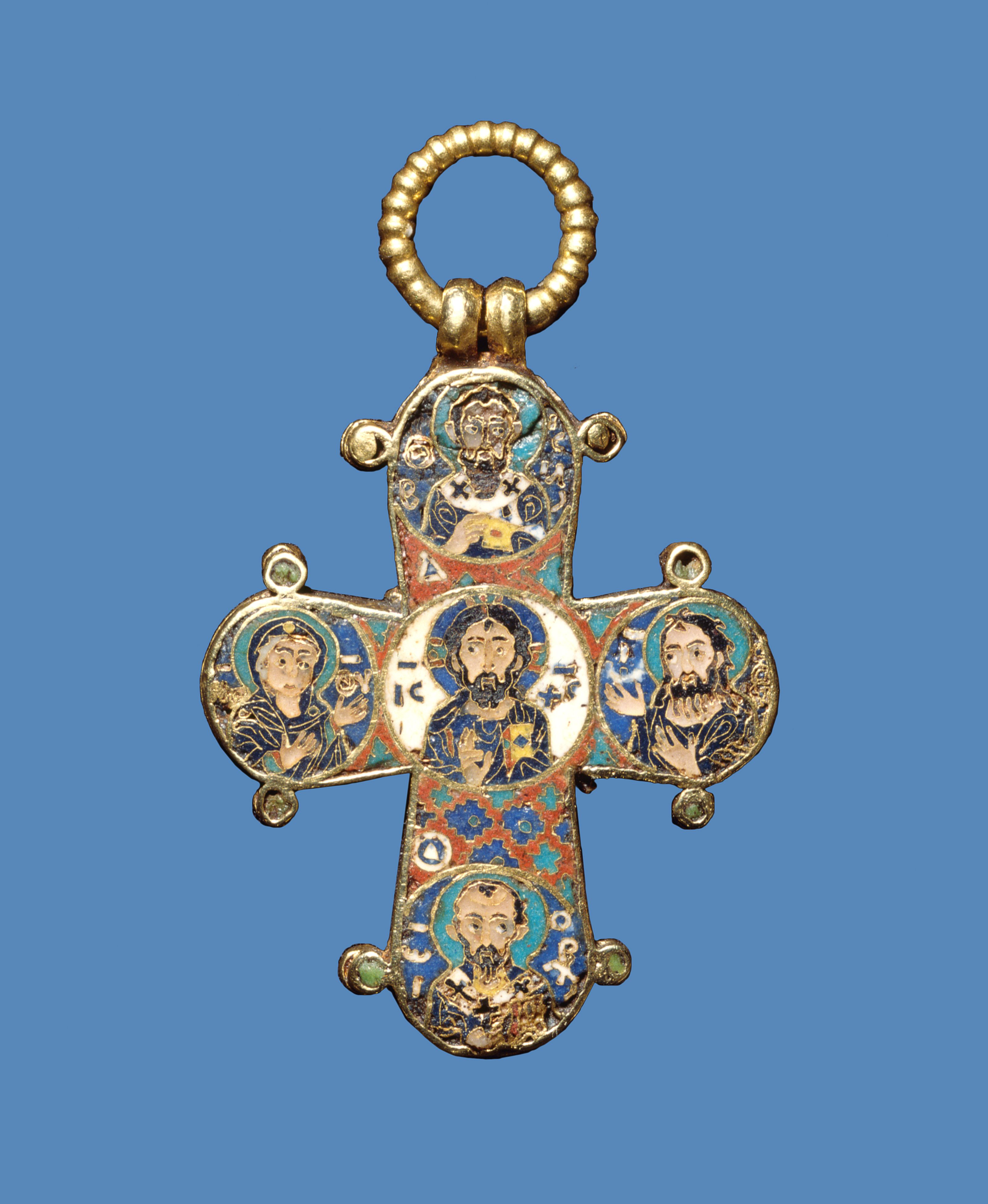
Хрест Дагмари (зворотний бік).
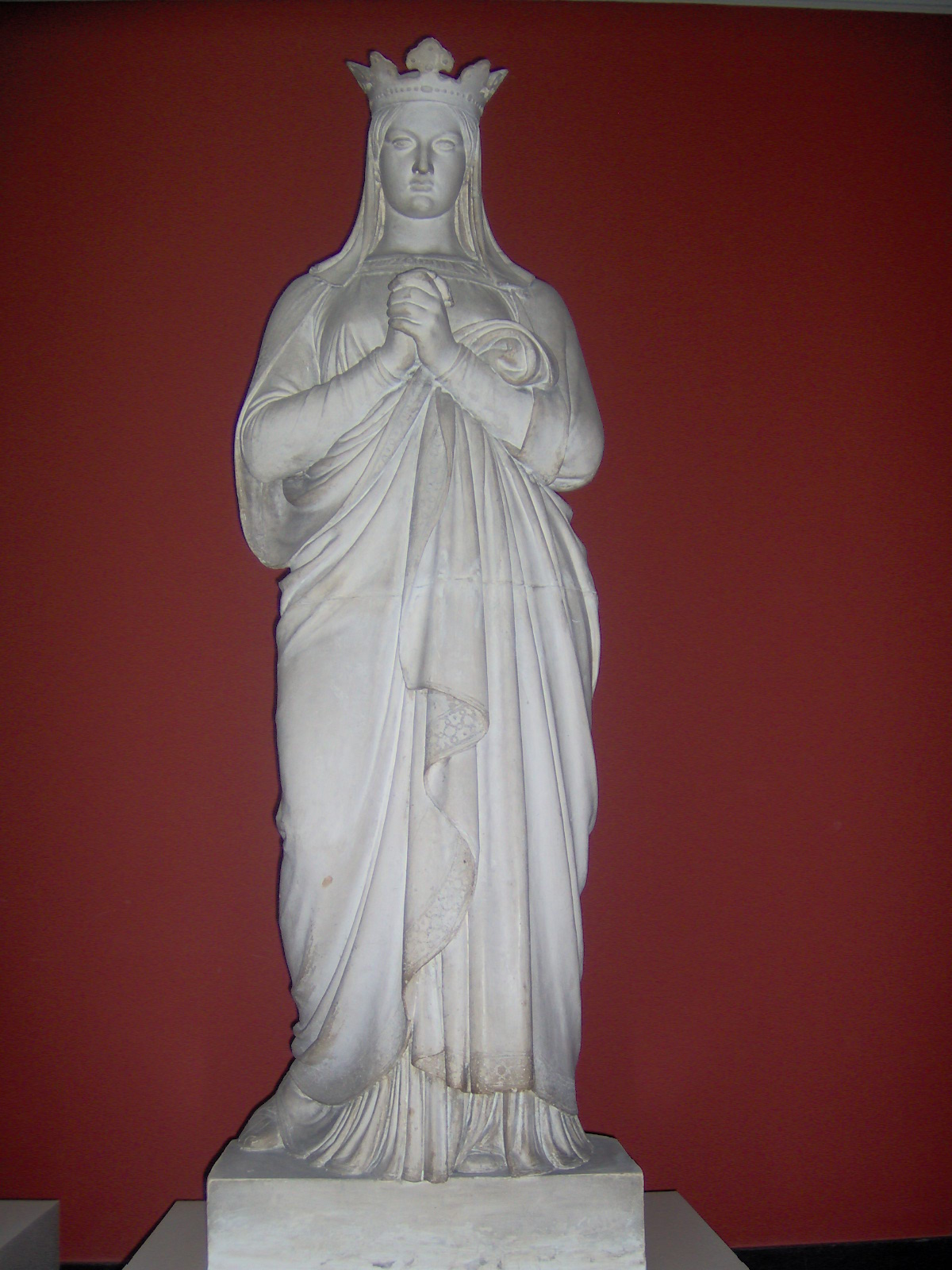
Статуя Дагмари Богемської авторства Германа Вільгельма Бісс .
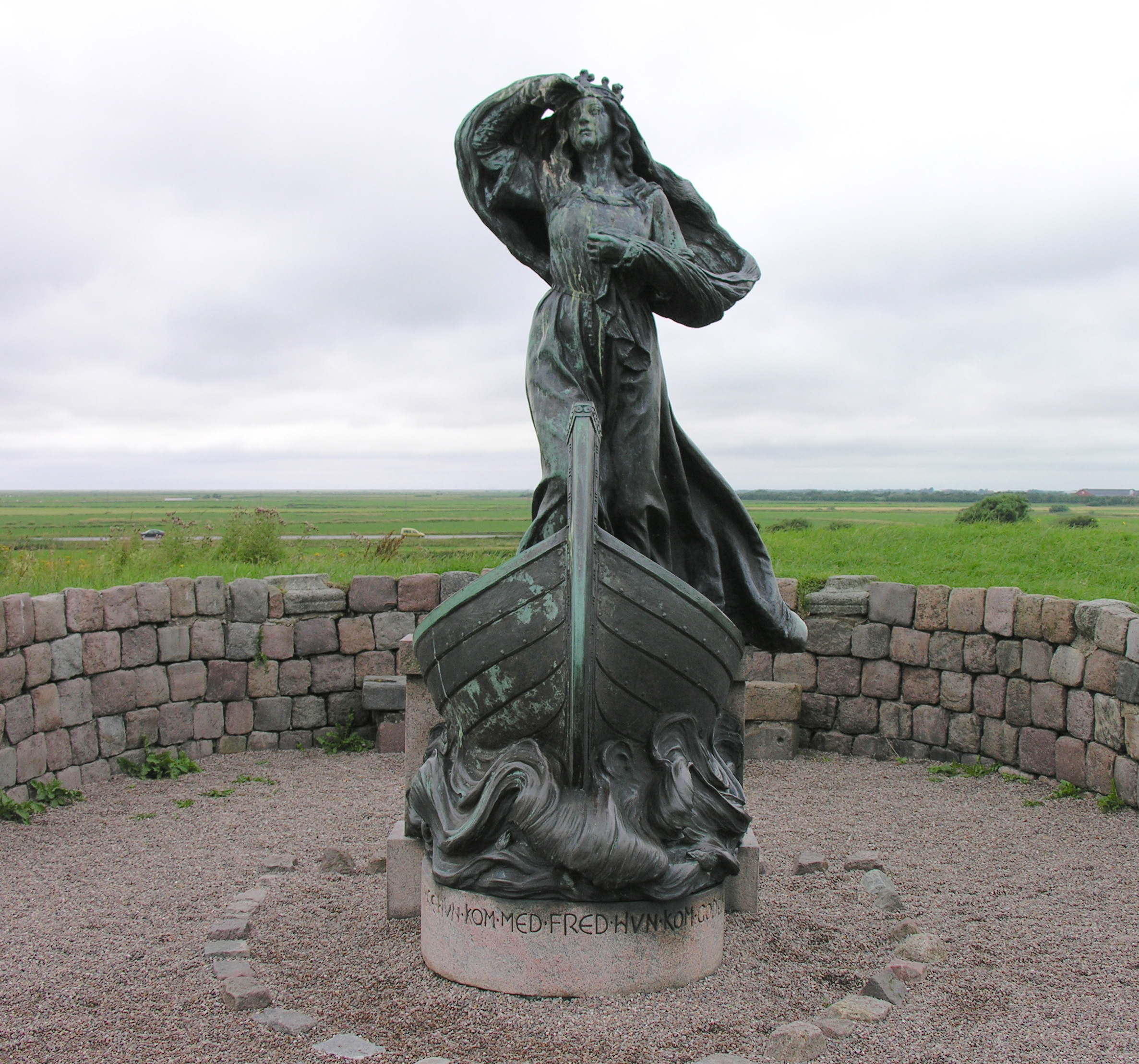
Статуя Дагмар Богемської авторства Анни Марі Карл Нільсен, Ріберхус.
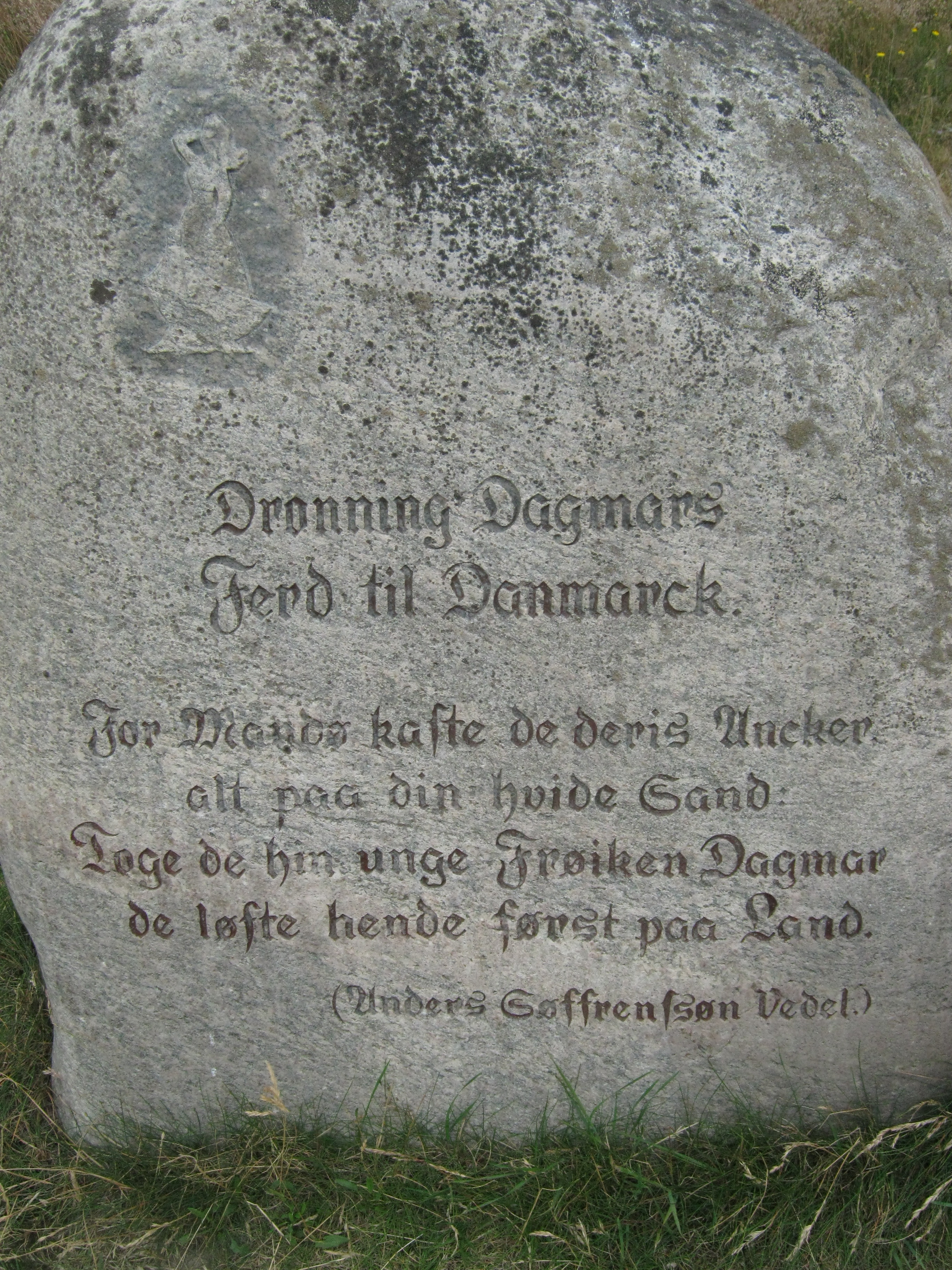
Меморіал королеви Дагмар в Маннё, Ютландія .
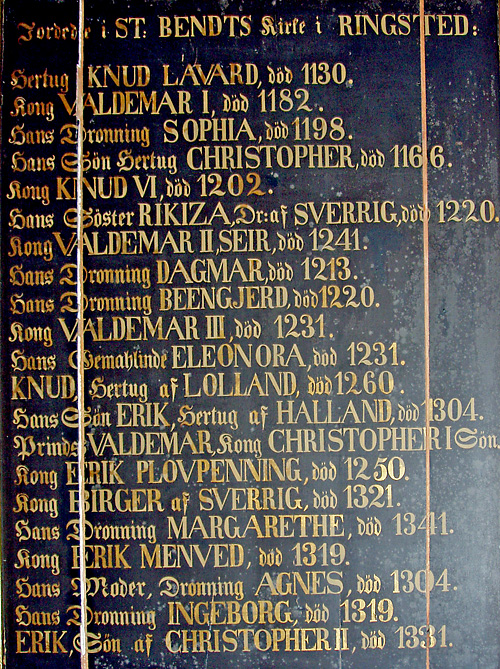
Список королів і королев, похованих в церкві Святого Бендт.
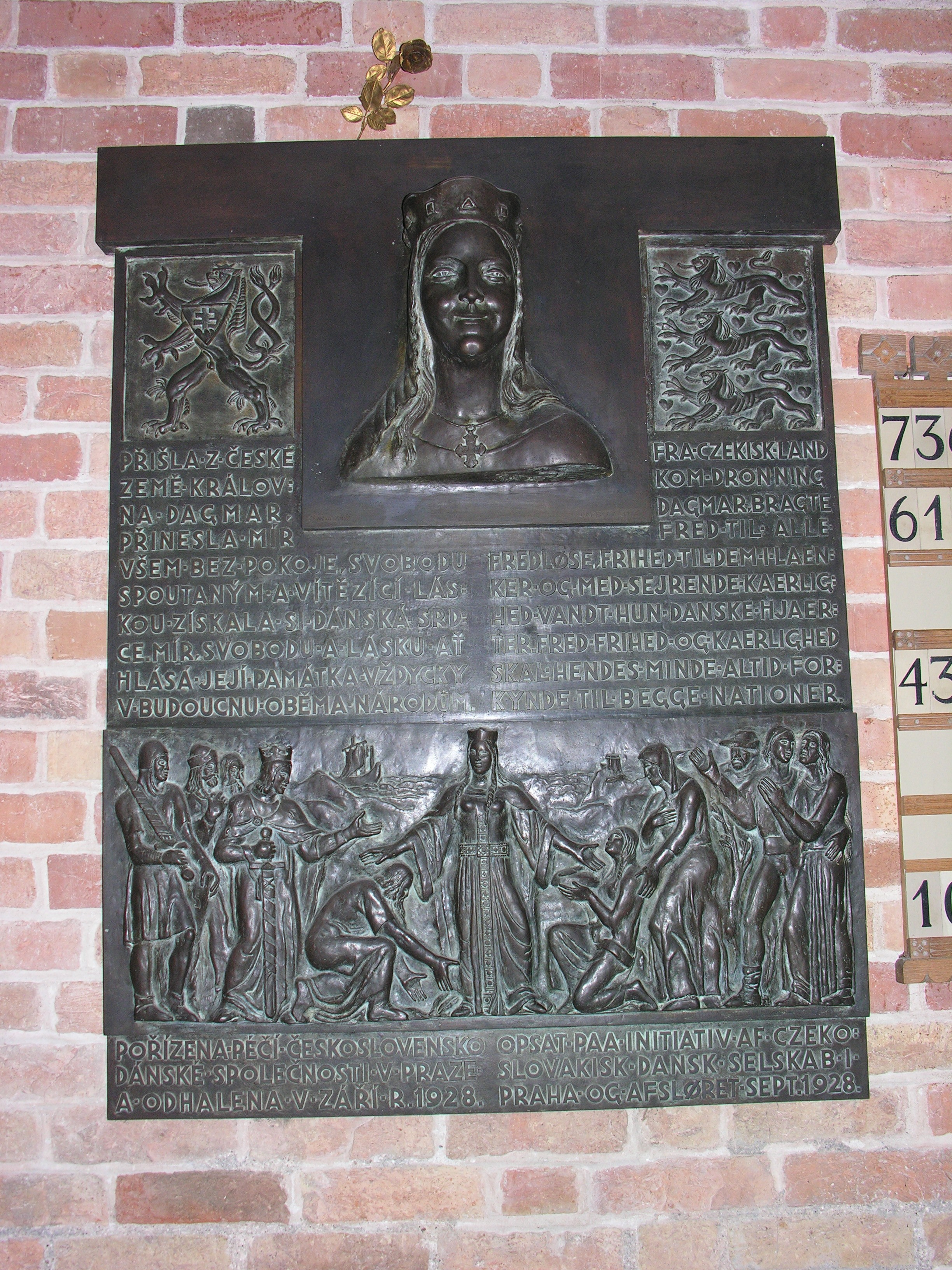
Табличка в пам'ять про Дагмар, Рінгстед.